# Bureau de la liberté de religion du Canada
Le Bureau de la liberté de religion du Canada était une agence des Affaires mondiales Canada du gouvernement du Canada. Elle a été établie pour surveiller l'oppression religieuse et protéger la liberté de religion internationalement. Elle fut fermée le 31 mars 2016.

## Histoire
Le Premier Ministre du Canada, Stephen Harper, a annoncé le Bureau de la liberté de religion durant sa campagne électorale des élections canadiennes de 2011. Le bureau fut officiellement ouvert le 19 février 2013 et Stephen Harper a nommé Andrew P. W. Bennett en tant que son premier ambassadeur. Le 31 mars 2016, le bureau fut fermé par le gouvernement libéral qui a remporté les élections fédérales canadiennes de 2015.

## Mandat
Le mandat officiel du Bureau de la liberté de religion était :
1. protéger, et plaider en leur nom, les minorités religieuses sous la menace
2. s'opposer à la haine et l'intolérance religieuse
3. promouvoir les valeurs canadiennes du pluralisme et de la tolérance à l'étranger

## Annexe